# بوخهولتس إن در نوردهايده
بوخهلتس در نوردهايده (بالألمانية: Buchholz in der Nordheide) هي بلدة ألمانية تقع في ألمانيا في سكسونيا السفلى.

## المدن التوأمة
مدن Canteleu، Wołów ويارفنبا هي مدن توأمة لـبوخهلتس در نوردهايده.

## أعلام
- لودويغ وايلدينغ
- ألكسندر ماير
- نيكياس أرندت